# Sámar
Sámar, antes llamado Sámar Occidental (samareño: Katundang Sámar; inglés: Western Sámar; tagalo: Kanlurang Sámar), es una provincia de Filipinas, localizada en las Bisayas Orientales. La capital es Catbalogan. La provincia se extiende por la parte occidental de la Isla de Sámar. Al norte se encuentra la provincia de Sámar del Norte y al este Sámar Oriental. A través del puente de San Juanico se conecta Sámar con la provincia de Leyte. Al sur de la provincia está el golfo de Leyte.

## Historia
El explorador Ruy López de Villalobos, fue el primero en llegar a la isla en 1543.
El 16 de junio de 1948 los barrios de Motiong, Bayog, Uyandic, Calantawan, Sinampigan, Calape, Bonga, Hinicaan, Caluyahan, Malolobog y de Maypangi, hasta ahora pertenecientes al municipio de Wright, pasan a formar el nuevo municipio de Motiong, cuya sede se estable en el barrio de Mawo.
El 27 de abril de 1968 los barrios de Mawo, Colab-of, San Lazaro, Buenos Aires, Maxvilla, Buena Suerte y San Miguel, hasta ahora pertenecientes al municipio de Allen; y los de Erenas, Acedillo and San Ramon, hasta entonces de San Isidro, pasan a formar el nuevo municipio de Victoria, cuya sede se establece en el barrio de Mawo.

## Cultura
La mayoría de la población hablan samareño. Sin embargo el cebuano es la lengua materna de la mayoría de los habitantes de los municipios de Almagro y Santo Niño. 

## División administrativa

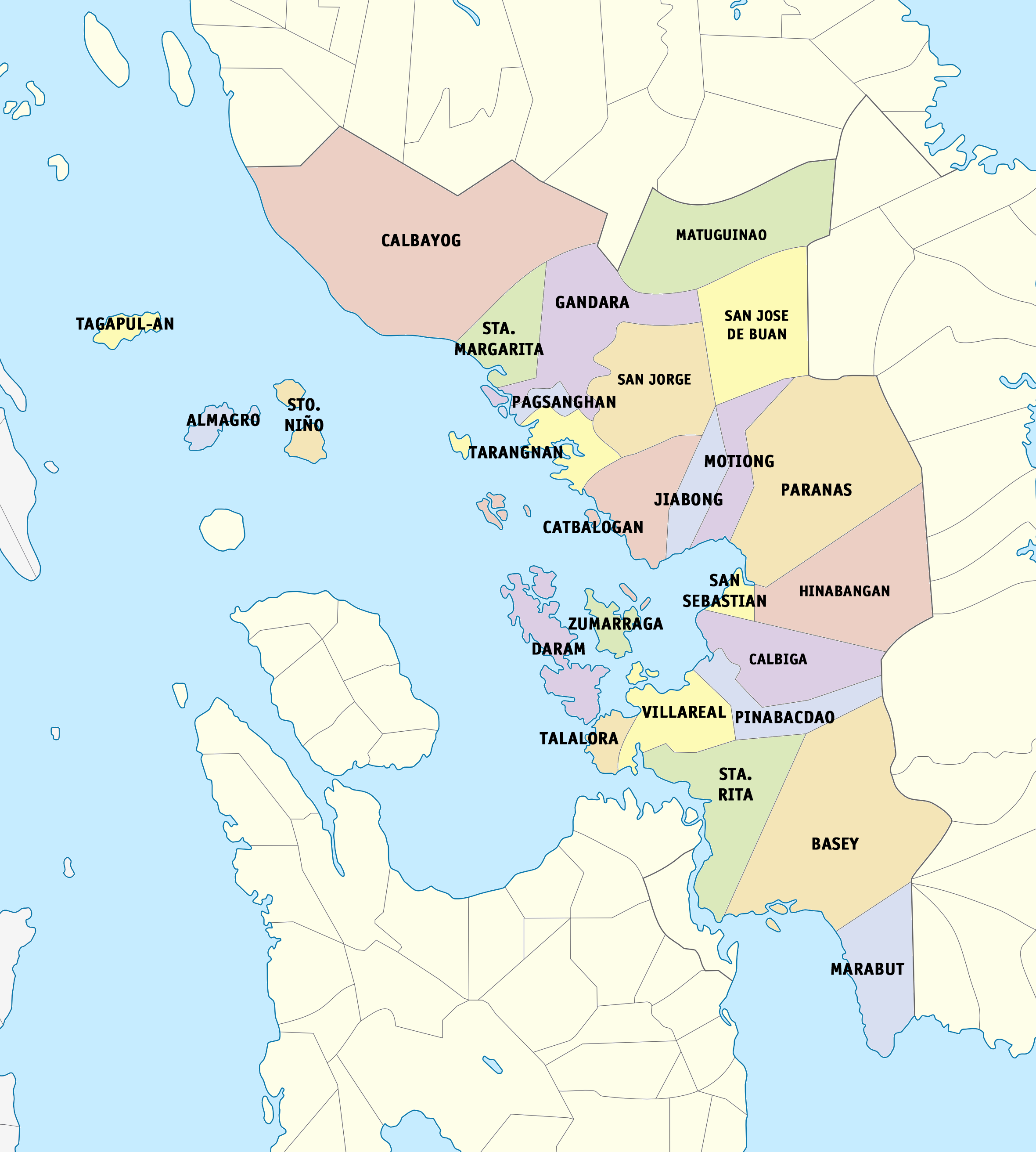
Mapa político de Samar

Estos son los municipios de la provincia, con capital en la ciudad de Catbalogan.
| Nombre           | Población (censo de 2020) | Número de barangayes |
| ---------------- | ------------------------- | -------------------- |
| Almagro          | 9273                      | 23                   |
| Basey            | 56 685                    | 51                   |
| Calbayog         | 186 960                   | 157                  |
| Calbiga          | 23 310                    | 41                   |
| Catbalogan       | 106 440                   | 57                   |
| Daram            | 41 608                    | 58                   |
| Gandara          | 35 242                    | 69                   |
| Hinabangan       | 13 693                    | 21                   |
| Jiabong          | 19 205                    | 35                   |
| Marabut          | 17 842                    | 24                   |
| Matuguinao       | 7364                      | 20                   |
| Motiong          | 15 276                    | 29                   |
| Pagsanghan       | 7959                      | 13                   |
| Paranas          | 32 374                    | 44                   |
| Pinabacdao       | 18 136                    | 24                   |
| San Jorge        | 17 579                    | 41                   |
| San José de Buan | 7767                      | 14                   |
| San Sebastián    | 8704                      | 14                   |
| Santa Margarita  | 26 816                    | 36                   |
| Santa Rita       | 42 384                    | 38                   |
| Santo Niño       | 12 519                    | 13                   |
| Tagapul-an       | 8805                      | 14                   |
| Talalora         | 7856                      | 11                   |
| Tarangnan        | 25 713                    | 41                   |
| Villareal        | 27 394                    | 38                   |
| Zumárraga        | 16 279                    | 25                   |